# Gelobet sei der Herr, mein Gott
Gelobet sei der Herr, mein Gott (Loué soit le Seigneur, mon Dieu), BWV 129 est une cantate religieuse de Johann Sebastian Bach composée à Leipzig en 1726.

## Histoire et livret
Bach composa cette cantate chorale à l'occasion de la Trinité et la dirigea probablement le 17 juin 1726 ou, peut-être, le 8 juin 1727. Pour cette destination liturgique, deux autres cantates ont franchi le seuil de la postérité : les BWV 165 et 176. Durant la deuxième année à Leipzig, Bach avait composé des cantates chorales entre le premier dimanche après la Trinité de 1724 et le dimanche des Rameaux mais était retourné pour Pâques à des cantates aux textes plus variés, peut-être parce qu'il avait perdu son librettiste. Bach composa de nouveau des cantates chorales plus tard afin de compléter son cycle annuel. C'est précisément le cas de celle-ci, qui conclut le deuxième cycle annuel de cantates contenant des cantates chorales, cycle commencé en 1724. Elle est basée entièrement sur les paroles inchangées du choral Gelobet sei der Herr, mein Gott (1665) de Johann Olearius et célèbre la Trinité en cinq strophes,.
Les lectures prescrites pour la fête étaient Rom. 11 :33–36 et Jean. 3 :1–15, la rencontre de Jésus avec Nicodème. À la différence de la plupart des cantates des années 1724/1725 mais comme pour les cantates Christ lag in Todes Banden, BWV 4 et Lobe den Herren, den mächtigen König der Ehren, BWV 137, également composée après le deuxième cycle annuel, Bach ne modifia pas le texte du choral, le laissant ainsi sans référence aux lectures prescrites,.
Selon Christoph Wolff, la cantate a aussi été jouée le jour de la fête de la Réformation.

## Structure et instrumentation
La cantate est écrite pour trois trompettes, timbales, flûte traversière, deux hautbois, hautbois d'amour, deux violons, alto et basse continue, avec trois voix solistes (alto, ténor, basse) et chœur à quatre voix.
Il y a cinq mouvements :
1. chœur : Gelobet sei der Herr, mein Gott
2. aria (basse) : Gelobet sei der Herr, mein Gott, mein Heil
3. aria (soprano) : Gelobet sei der Herr, mein Gott, mein Trost
4. aria (alto) : Gelobet sei der Herr, mein Gott, der ewig lebet
5. choral : Dem wir das Heilig jetzt

## Musique
Le chœur d'ouverture sur la première strophe du choral commence avec un concerto de tous les instruments sous forme de ritournelle. À l'occasion, les trompettes mettent en valeur l'interaction entre les cordes et les bois. Le cantus firmus, une mélodie de O Gott, du frommer Gott de Ahasverus Fritsch (1679), est chanté par la soprano tandis que les autres voix chantent tantôt à l'imitation, tantôt en homophonie. Le texte est une louange de Dieu le créateur.
Les trois mouvements qui suivent sont des arias. Dans la première d'entre elles, la basse loue Dieu le sauveur, accompagnée seulement du continuo. Bach peut avoir pensé au Vox Christi, la voix du Christ, l'accompagnement restreint reflétant l'humiliation du Fils de Dieu. Le mot « Gelobet » (louange) est présenté en un expressif mélisme. Dans la deuxième aria, la soprano accompagnée de la flûte et du violon chante la louange de Dieu qui console. Dans la troisième aria, l'alto est accompagné par un hautbois d'amour comme un péan général. John Eliot Gardiner suggère que la « danse pastorale » a « peut-être été inspirée dans son imagerie par l'idée den alles lobet, was in allen Lüften schwebet » (salué par toutes les choses qui se déplacent dans l'air). Le choral final est disposé comme un joyeux concerto de tous les instruments, semblable aux fins de l'Oratorio de Noël (BWV 248) et de Lobet Gott in seinen Reichen (BWV 11). Gardiner le décrit comme ponctué de fanfares de cuivre et d'orchestre. Avec cette fin festive, Bach signe le dimanche de Trinité comme conclusion de la première partie du calendrier liturgique.

## Sources
- (en) Cet article est partiellement ou en totalité issu de l’article de Wikipédia en anglais intitulé « Gelobet sei der Herr, mein Gott, BWV 129 » (voir la liste des auteurs).
- Gilles Cantagrel, Les cantates de J.-S. Bach, Paris, Fayard, mars 2010, 1665 p.  (ISBN 978-2-213-64434-9)